# Йохан V (Олденбург)
Йохан V фон Олденбург (на немски: Johann V von Oldenburg und Delmenhorst, * 1460 в Олденбург, † 10 февруари 1526 също там) от фамилията Дом Олденбург е от 1500 г. до смъртта си граф на Олденбург.
Той е син на Герхард Смели (1430–1500) и Аделхайд фон Текленбург (1435–1477).
След смъртта му той е последван от син му Антон I като граф на Олденбург.

## Фамилия
Йохан V се жени през 1498 г. за Анна фон Анхалт-Цербст († 1531), дъщеря на княз Георг I фон Анхалт-Цербст. Те имат децата:
- Йохан VI (1500-1548)
- Анна (1501-1575), омъжена 1530 г. за Ено II от Източна Фризия
- Георг I(1503-1551)
- Христоф (1504–1566)
- Антон I (1505-1573)

извънбрачни деца
- Мориц фон Олденбург
- Маргарета фон Олденбург